# Carex aestivalis
Espèce
Classification phylogénétique
Carex aestivalis est une espèce de plantes du genre Carex et de la famille des Cyperaceae.